# Calliperla luctuosa
Calliperla luctuosa är en bäcksländeart som först beskrevs av Banks 1906.  Calliperla luctuosa ingår i släktet Calliperla och familjen rovbäcksländor. Inga underarter finns listade i Catalogue of Life.